# Nanami Hidaka
Nanami Hidaka (日高 七海 Hidaka Nanami?,  Miyazaki, Prefectura de Miyazaki, 28 de abril de 1991) es una actriz japonesa, afiliada a Yzpapa.

## Biografía
Hidaka nació el 28 de abril de 1991 en la ciudad de Miyazaki, Japón. Su abuelo paterno, Jun'ichi Hidaka, es un exmiembro de la asamblea prefectural de Miyazaki. Hidaka también toca el piano y es 2-dan en kendō. Se graduó de la Universidad de Komazawa.

## Filmografía

### Películas
- Tag (2015) como Renko[3]
- Haha no Koibito (2016)
- Konna jo Tomodachi wa Iyada como Kanako
- Shinjuku Swan (2016) como Nanami
- Mukō-gawa no Onnanoko (2017) como Aoi
- Saki (2017) como Yuri Tsuchiya
- Warau Maneki Neko (2017) como Natsumi Tamura
- Omokage (2017) como Interés amoroso de Yumi
- Ueta Lion (2017) como Nanami Oda
- Inuyashiki (2018) como Amiga de Mari
- Itsuka kagayaite ita kanojo wa (2018) como Natsumi
- Sayonara (2018) como Yuka Anzai

### Televisión
- Utsukushiki wana 〜zanka ryōran〜 (2015, TBS)
- Replay & Destroy (2015, MBS)

### Teatro
- Into the Dusk (2012, parabólica-bis)